# Winx Club
Winx Club er en italiensk animeret tv-serie fra år 2004, skabt af Iginio Straffi og produceret af Rainbow SpA og Nickelodeon, som begge er en del af Viacom. Serien henvender sig til børn og unge mellem 6 og 20 år og har medfødt et internationalt franchise af legetøj, bøger, tøj, DVD'er samt to CGI film.
Bortset fra den engelsksprogede udgave udført af Cinélume i Canada, har 4Licensing Corporation i USA lavet en alternativ version ved at udskifte dialoger, musik og ved at ændre på det visuelle og nogle situationer. For eksempel hedder Aisha, Layla i denne udgave.

## Produktion og udvikling
Iginio Straffi startede med et ønske om at lave en tegneserie til drenge og piger i år 2000, da børneprogrammer på det tidspunkt var "domineret" af drenge-orienterede serier. Han ønskede at lave en serie, der hovedsageligt var rettet mod piger.

## Handling

### Første sæson
Som en tilsyneladende almindelig pige fra planeten Jorden, lever Bloom (drageflammens fe) et helt normalt liv i byen Gardenia indtil hun møder Stella, en prinsesse fra planeten Solaria, som er i problemer. Da hun hjælper Stella, opdager Bloom sine magiske kræfter. Stella overtaler Bloom til at starte på Alfea, den bedste fe-skole i alle riger. Hun forlader sin egen verden (Jorden) og hendes forældre. Hun medbringer sit kæledyr, en kanin, for at mindes om sit gamle hjem. I Alfea danner Bloom Winx Club, hvis medlemmer er hendes fire veninder og bofæller: Stella (den skinne sols fe), Musa (musikkens fe), Tecna (teknologiens fe) og Flora (naturens fe). Senere i serien støder de på, og bliver venner med, Specialisterne: Brandon, Riven, Timmy og Sky. Specialisterne bliver også deres kærlighed. De møder også deres fjender, en trio af hekse kaldet Trix: Icy, Darcy og Stormy. De er hekse fra Himmeltårnet, en hekseskole der svarer nogenlunde til Alfea; de leder efter kraften i Dragens Flamme, som angiveligt befinder sig i Stellas magiske ring. Deres jagt på ringen fører til mange møder og kampe med Winx. Bloom opdager også at hun er adopteret, og lærer hemmelighederne om hendes fødeplanet, Domino, sine biologiske forældre og kræfter.

### Anden sæson
Trix heksene er sendt til en slags fængsel, hvor onde bliver gode.Bloom der nu har vænnet sig til at være fe vender tilbage til Alfea efter sommerferien, sammen med resten af Winx. Kort efter at skolen er begyndt igen, kommer en fe ud af skoven og besvimer. Da hun vågner viser det sig at hun hedder Aisha/Layla (bølgernes fe), og hun kommer fra planeten Andros. I mellemtiden bliver Trix befriet af Lord Darkar, som samtigdig forstærker deres kræfter. Winx bliver hurtigt venner med Aisha/Layla, og hun bliver det sjette medlem af Winx. Og pigerne får deres charmix, og der kommer en ny dreng som hedder Helia. Flora bliver dybt forelsket i Helia.

### Fjerde sæson
Winx bliver sendt til jorden hvor de skal lede efter den sidste fe på jorden som hedder Roxy. Winx skal beskytte hende fra troldmændne fra den sorte cirkel. Da Winx finder Roxy fortæller Bloom Roxy at hun er en fe men Roxy tror ikke på Bloom og har fået nok af Winx Pigerne. Så hum siger til Winx at de skal gå deres vej og lade hende være i fred. Flora fortæller hende at Bloom siger sandhenden at hendes liv er i fare at hun er i fare for at blive fanget af troldmændene men Roxy nægter at høre på Flora og siger at hun nægter at høre mere på det vås så mens hun går stier hun vredt tilbage på dem og Roxy og hendes hund Artu løber deres vej hvor de ender på gastværk håber de slap fra dem Roxy kalder dem Gaggede Fehovder men så bliver hun angrebet af Troldmændne fra den sorte cirkel og Winx finder hurtigt Roxy og troldmændne og så begynder Roxy endelige at tro på feer og Winx får deres Believix kræfter.

### Femte sæson
Winx Vender tilbage til alfea efter de har fået magien tilbage på jorden og Roxy går også på alfea nu men en ny trussel rammer den magiske dimension Tritannus som er Laylas Kusine og også er hovedfjenden i den femte sæson bliver han forvandlet til et ondskabsfuglt sø monster efter at have suget noget gift efter han er smidt i andros fængslet af sin Far Kong Neptune efter at han snigangrebet sin bror Nereus efter som at han ikke var blevet valgt som kronprins og til at være den næste konge af andros oceanerne og vil have hævn på sin far og udslette hans familie og med hans trefork kan han forvandle hver en person til mutanter som han rammer og sammen alliere han sig med Trix Heksene Icy, Darcy og Stormy som han hjælper med at befri dem efter som de også var i andros fængslet og vil overtage den magiske dimension og hele verden samt også med at udslette Winx Pigerne nu må pigerne kæmpe i mod dette trussel men der er et problem winx pigernes believix kræfter virker ikke særlig godt under vandet nu må de opnå en endnu stærkere kræft nemlig Sirenix for at gøre det skal de finde sirenix bogen og gennemfør opgaverne for at opnå kræften men det kommer også med en fare med det hvis de ikke fuldføre opgaverne inden den sidste dag er gået vil de miste deres kræfter for evigt i Midlertidigt inden de opnår sirenix får de også harmonix kræfter som kan hjælpe dem under vandet, kan Winx opnå sirenix og besejre Tritannus og Trix Heksene og redde den magiske dimension og hele verden en gang for alle eller vil Trinannus og Trix heksene bliver de nye det magiske dimensions og hele verdens hersker og herskeinder.

### Sjette sæson
Trix Heksene overtager igen hekseskolen Himmeltårnet denne gang får det til at svæve og de forvandler Professor Griffin til en Krage og flyver til Alfea for at få hjælp, i mellem tiden alliere Trix sammen med Selina og som er Blooms Barndomsven og hun har en magisk bog som hedder legendarium Bogen hvor hun kan vække legender til live som mumier, træmonster og andet onde væsner til live, Winx Pigerne undtagen Bloom mister deres Sirenix-kræfter nu må Bloom dele noget af sin kræfter til hendes venner og de opnår en ny kræft ved navn Bloomix og nu må de stoppe Trix Heksene og Selina med at overtage den magiske dimension og redde den igen og få gjort en ende på legandariumet.

## Danmark
Serien består af 208 afsnit fordelt på 8 sæsoner og Nickelodeon vil producere sæson 7.
I Danmark kører serien på TV 2 og Nickelodeon.

## Film
- Winx Club - Det Fortabte Kongerige

## Stemmer
| Figur  | Original dubber   | Dansk dubber         |
| ------ | ----------------- | -------------------- |
| Bloom  | Letizia Ciampa    | Annevig Schelde Ebbe |
| Stella | Perla Liberatori  | Cecilie Stenspil     |
| Flora  | Ilaria Latini     | Sasia Mølgaard       |
| Musa   | Gemma Donati      | Harvelia Bokmal      |
| Tecna  | Domitilla D'Amico | Julie Lund           |
| Aisha  | Laura Lenghi      | Sara Poulsen         |